# Palpita arsaltealis
Espèce
Palpita arsaltealis est une espèce de lépidoptères (papilons) de la famille des Crambidae, décrite par Francis Walker en 1859. On la trouve dans la moitié est des États-Unis, ainsi que dans le Sud-Est du Canada (Québec, Ontario).
Les imagos sont visibles du printemps à la fin de l'été ; leur envergure est d'environ 16 mm.